# خارا (جرقویه)
خارا روستایی در دهستان جرقویه علیا بخش جرقویه علیا شهرستان جرقویه استان اصفهان ایران است.
روستا در فاصله ۴۰ کیلومتری جنوب شهر ورزنه واقع شده‌است. دارای جاذبه های گردشگری مانند تپه های شنی و معدن نمک می‌باشد.

## جمعیت
بر پایه سرشماری عمومی نفوس و مسکن در سال ۱۳۹۵ جمعیت این روستا ۷۲۴ نفر (۲۲۶خانوار) بوده‌است.